# Щуковидный узконос Шарко
Щукови́дный узконо́с Шарко́ (лат. Parachaenichthys charcoti) — морская антарктическая донная рыба семейства батидраковых (Bathydraconidae) подотряда нототениевидных (Notothenioidei) отряда окунеобразных (Perciformes). Один из двух видов прибрежных антарктических рыб в роде Parachaenichthys. Впервые описан как новый для науки вид Chaenichthys charcoti в 1906 году французским зоологом Леоном Луисом Вайлланом (фр. Léon Louis Vaillant, 1834—1914) по голотипу от острова Бут у западного побережья Антарктического полуострова, пойманному на глубине 30 м. Вид назван в честь полярного исследователя, капитана судна «Française» и руководителя третьей Французской антарктической экспедиции (1903—1905 гг.), в которой был пойман этот вид — Жана-Батиста Шарко (фр. Jean-Baptiste Charcot, 1867—1936).
P. charcoti характеризуются голым, очень удлинённым и низким, почти цилиндрическим телом, а также длинным, уплощённым рылом. Как и у прочих представителей подотряда нототениевидных у него отсутствует плавательный пузырь. Как и у других представителей семейства батидраковых у этого вида имеется только один (второй) спинной плавник. От второго вида рода — южногеоргианского щуковидного узконоса (Parachaenichthys georgianus) отличается главным образом относительно большей длиной верхней челюсти и раздельными (не соединяющимися в задней части) дорсальной и медиальной боковыми линиями, в которых отсутствуют трубчатые чешуи.
Может встречаться в уловах донных тралов, ставных жаберных сетей и донной удочки в прибрежных водах Антарктического полуострова и близлежащих островов на относительно небольших шельфовых глубинах. Мелкие экземпляры, обитающие у верхнего уреза сублиторали, могут служить пищей ныряющим морским птицам.

## Характеристика щуковидного узконоса Шарко
В спинном плавнике 42—44 лучей, в анальном плавнике 29—32 лучей, в грудном плавнике 21—23 луча. Две длинные боковые линии: в дорсальной (верхней) боковой линии 106—114 трубчатых члеников (чешуй); медиальная боковая линия начинается сразу же позади заднего края грудного плавника, чешуйки в ней мелкие прободённые, далеко отстоящие друг от друга, глубоко погружённые в кожу. На первой жаберной дуге имеется два ряда тычинок: во внешнем ряду 1—2 тычинки в верхней части дуги и 11—13 тычинок в нижней части, во внутреннем ряду в верхней части тычинки отсутствуют, в нижней части 8-—12 тычинок. Общее число позвонков большое — 62—63.
Тело голое, длинное, прогонистое; его высота на уровне основания грудных плавников составляет 8—13 % стандартной длины тела, на уровне начала анального плавника — 7—9 % стандартной длины. Голова крупная, её длина составляет 36—38 % стандартной длины; рыло длинное — 40—53 % длины головы; глаз относительно небольшой — 14—18 % длины головы; длина верхней челюсти 37—45 % длины головы. Расстояние от вершины верхней челюсти до начала спинного плавника довольно большое — 45—48 % стандартной длины; расстояние от вершины верхней челюсти до начала брюшного плавника — 30—31 % стандартной длины, расстояние от вершины верхней челюсти до начала анального плавника — 59—63 % стандартной длины.
Общий фон окраски у фиксированных в формалине и спирте рыб варьирует от светлого, песочного до тёмно-бурого, с более светлыми боками и брюшной стороной тела. На голове и туловище обычно имеются заметно варьирующие в размере тёмные пятна. У взрослых рыб общая окраска более тёмная с менее заметными пятнами. Спинной и анальный плавники у крупных рыб более тёмные, чем у неполовозрелых. Грудные плавники светлые, брюшные плавники пятнистые в передней части и черноватые на концах; хвостовой плавник черноватый. У живых рыб окраска более разнообразная и в зависимости от биотопа может заметно различаться у разных особей — вплоть до розоватой или интенсивно оранжево-красной (см. фото). 

## Распространение и батиметрическое распределение
Ареал вида охватывает шельфовые воды северной оконечности Антарктического полуострова и прибрежные воды островов южной части подводного Южно-Антильского хребта — Южные Шетландские и Южные Оркнейские острова. Вероятно, обитает также у острова Петра I в море Беллинсгаузена. Встречается в прибрежной относительно мелководной зоне шельфа на глубинах от 5 до 400 м
.

## Размеры
Крупный вид, максимальная общая длина которого превышает 46 см (стандартная длина 42 см).

## Образ жизни
Типично донный сублиторальный вид и типичный хищник-ихтиофаг.
Выклев из икры, вероятно, происходит поздней зимой. Личинки общей длиной 23—32 мм с желточным мешком встречаются на шельфе Антарктического полуострова с позднего октября до раннего декабря, а середины января до середины марта в проливе Брансфилд в ихтиопланктонных сборах присутствует молодь общей длиной 45—58 мм.